# المرايد (ذي السفال)

تعديل مصدري - تعديل

المرايد محلة تابعة لقرية حنطم، التابعة لعزلة ذي الحود ومعاين بمديرية ذي السفال إحدى مديريات محافظة إب في الجمهورية اليمنية، بلغ تعداد سكانها 48 حسب تعداد اليمن لعام 2004.